# Owambo (Fluss)
Der Owambo (englisch auch Ovambo) ist ein Omuramba des Flusssystems Omuramba Ovambo im zentralen Norden Namibias. Als Trockenfluss führt er sehr unregelmäßig Wasser, zuletzt 2017. Er ist etwa 150 Kilometer lang.
Der Owambo, angelehnt an das gleichnamige Volk in dessen Randsiedlungsgebiet er liegt, entspringt etwa 25 Kilometer südöstlich von Tsintsabis, fließt Richtung Westen, passiert Oshivelo im Süden und mündet in die Etosha-Pfanne im Etosha-Nationalpark. Sein Einzugsgebiet umfasst 15.783,756 Quadratkilometer. Er entwässert das Karstveld.